# 봉안당

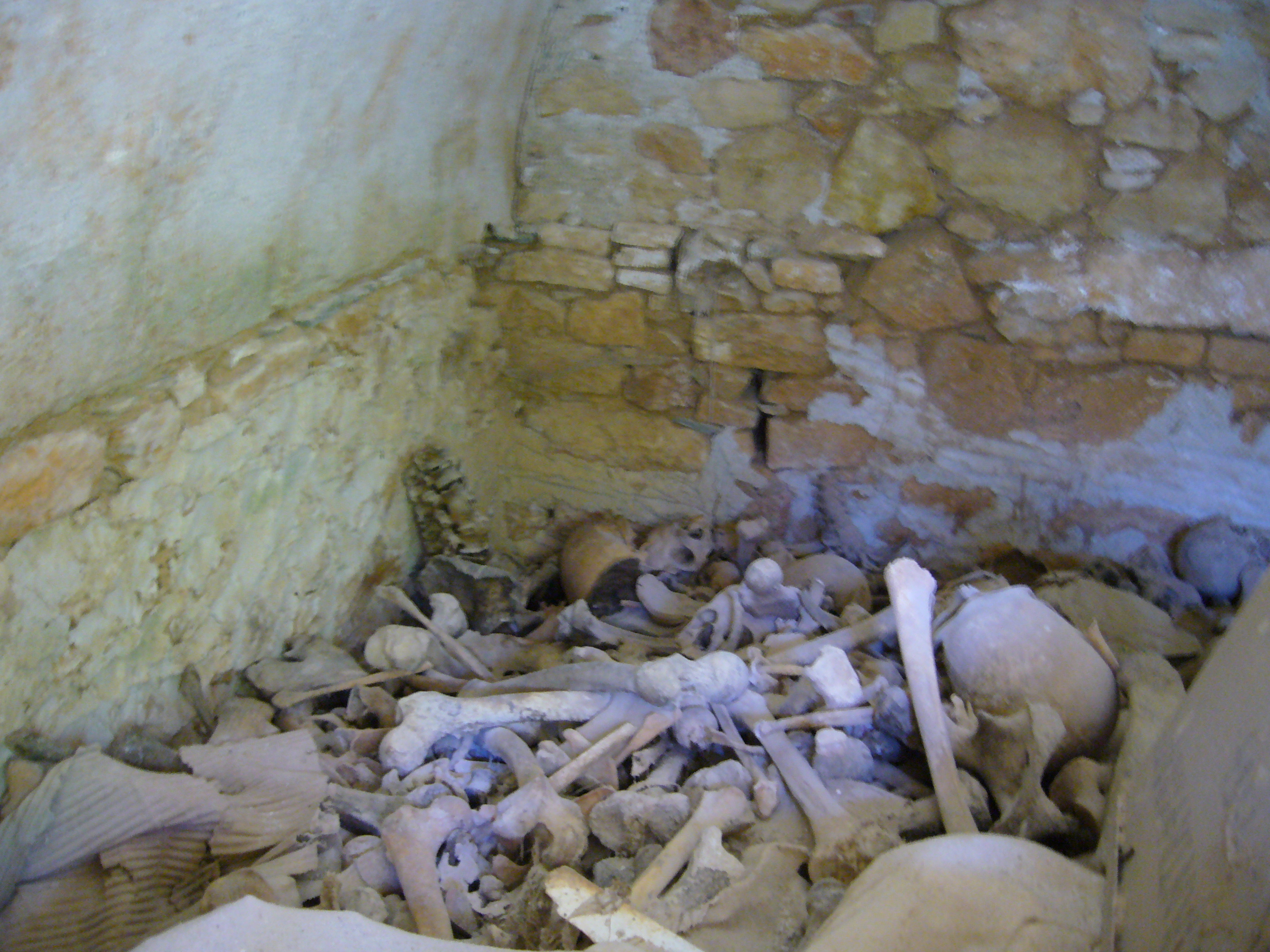
그리스 정교회의 납골당 안에는 분열된 인간의 유골이 있다.

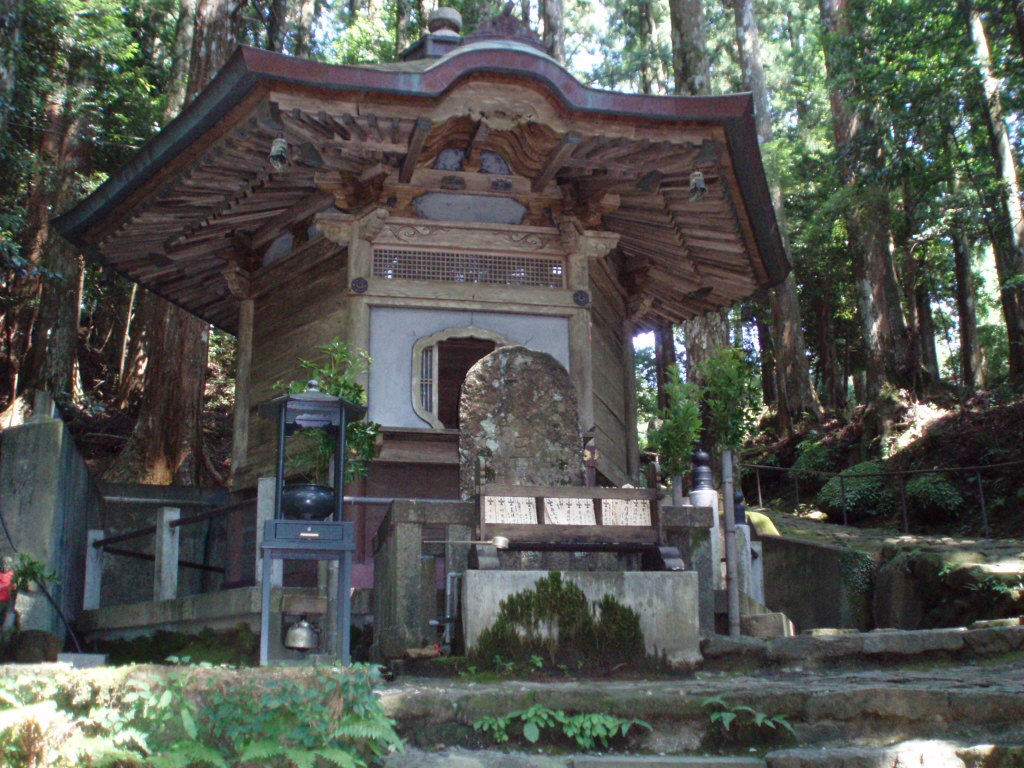
아미다데라 사원 납골당

봉안당(奉安堂, 영어: charnel house)은 납골당(納骨堂)으로도 불리는데 시체를 화장하여 그 유골을 그릇에 담아 모시어 두는 장소를 일컫는다. 예전에는 납골당이 정식 명칭이었는데 일본의 문화라는 비판이 있어 2005년 5월 25일 산업자원부 기술표준원에서는 명칭을 '봉안당'으로 바꾸어 이를 KS규격으로 정하였다. 사원, 묘지, 화장터 등에 따로 마련한 것과 건물로 된 것이 있다.
한국의 봉안당 역사는 그리 오래되지 않았지만 2010년 현재 화장장의 공급부족과 더불어 봉안당의 부족현상도 나타나고 있다. 대한민국 정부도 정책적으로 국토의 훼손을 방지하고 효율성을 높이기 위해 화장 문화를 권장하고 있다. 예전에는 국민들이 매우 혐오하는 시설로 여겼지만, 최근에는 인식이 바뀌어 봉안당 뿐만 아니라 수목장도 국민들의 많은 관심을 받고 있다.
단 수목장은 화장한 유골을 땅에 묻게되는데 개인의 사정(이사등.)으로 옮길려고 할 경우는 유골이 땅에 흡수가 되므로 옮길수가 없다.(매우 신중히 생각해야함)
요새는 미술관안에 봉안당을 설치하는 곳도 생겨났다.진주의 별의정원이라고 하는 곳은 1층은 미술관(문화예술공간)이고 2층의 일부를 봉안시설로 사용중이다.
아주 깔끔하고 미술관에 온 느낌과 같다고한다.
봉안당의 전통은 유럽과 동남아시아 등에서 관찰되며 현재 미국 동부에 해당하는 지역의 아메리카 원주민도 이 관습을 보이고 있었다. 미시시피강 문화와 호프웰(Hopewell) 문화가 대표적이다.

## 같이 보기
- 죽음
- 자연장
- 수장
- 매장
- 장례지도사
- 수목장
- 빙장